# Baleshare
Baleshare (Schots Gaelic: Baile Sear) is een Brits eiland, hetwelk onderdeel uitmaakt van de Buiten-Hebriden. Het eiland ligt zuidwestelijk van North Uist en is zeer vlak vergeleken met de andere eilanden van de Buiten-Hebriden. Het hoogste punt komt slechts 12 meter boven zeeniveau uit. Sinds 1962 is het eiland door middel van de Baleshare Causeway verbonden met North-Uist.
Er wonen slechts circa 50 mensen op het eiland. In 1861 waren dit er nog 199.

## Afbeeldingen

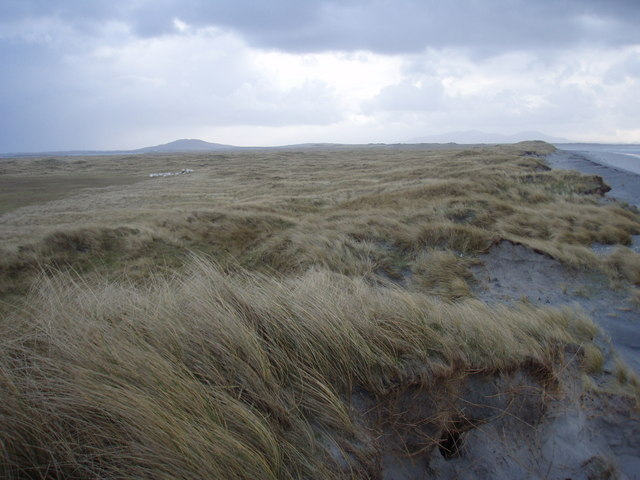
Landschap op het eiland
Nogmaals het landschap; op de achtergrond is de Eaval, de hoogste berg van North Uist te zien
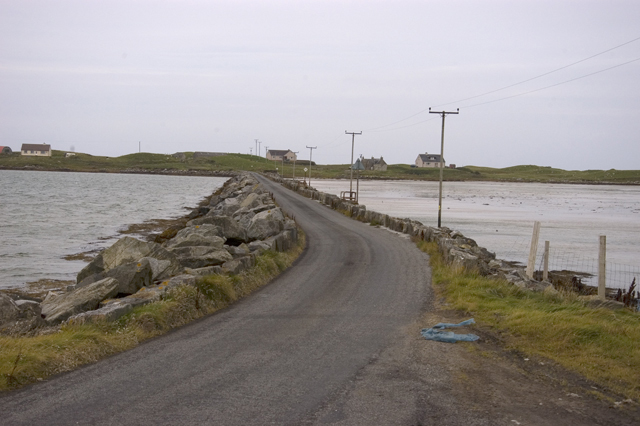
De Baleshare Causeway